# 达尔马提亚语
达尔马提亚语（Dalmatian）是一门已灭绝的罗曼语言，最初在克罗地亚的达尔马提亚和黑山使用，其拉古萨方言还曾是拉古萨共和国的官方语言（尽管多数居民都讲克罗地亚语或意大利语），但1898年6月10日随着最后一位使用者Tuone Udaina於修路工程事故中被意外炸死，语言也随即灭亡。
以前曾以为达尔马提亚语同时具有罗马尼亚语和意大利语的一些特征，可以将两者联系起来，后来发现它与周边的罗马尼亚语方言关系实际不很接近。它是唯一一门只将/i/（非/e/）前的/k/,/g/颚化的罗曼语，其他的罗曼语言大多将两者都颚化了，仅撒丁语没有颚化的痕迹。达尔马提亚语也有一些南斯拉夫语言的借词。
语法方面，达尔马提亚语和其他罗曼语一样，将拉丁语的屈折系统大大简化，名词变格基本完全丢失，动词变位也有很大简化，但仍有对人称和数的一致。定冠词在达尔马提亚语中是前置的，与后附着的罗马尼亚语不同。

## 延伸閱讀
- Bartoli, Matteo Giulio, (1906) Das Dalmatische (2 vols), Kaiserliche Akademie der Wissenschaften, Vienna
- Bartoli, Matteo Giulio. (2000) Il Dalmatico, Istituto della Enciclopedia Italiana, Italy (translation from the German original)
- Fisher, John. (1975). Lexical Affiliations of Vegliote, Rutherford, Fairleigh Dickinson University Press ISBN 0-8386-7796-7
- Hadlich, Roger L. (1965) The phonological history of Vegliote, Chapel Hill, University of North Carolina Press
- Price, Glanville. (2000) Encyclopedia of the Languages of Europe. ISBN 0-631-22039-9; Blackwell Publishers, Oxford, UK;
- Репина Т. А. О далматинском языке и его месте в группе романских языков. — Вопросы языкознания, № 6. М., 1983 （俄文）

## 外部連結
- Dalmatian language website （页面存档备份，存于）